# Nove volte sette
Nove volte sette (Feeling of Power) è un racconto di fantascienza di Isaac Asimov pubblicato per la prima volta nel 1958 nel numero di febbraio della rivista If.
Successivamente è stato incluso in varie antologie, tra cui Le migliori opere di fantascienza (The Best Science Fiction of Isaac Asimov) del 1986.
È stato pubblicato varie volte in italiano a partire dal 1959, anche con i titoli Ragazzi, ricordate le tabelline? e Il senso del potere.

## Trama
In un lontano futuro, gli umani vivono in una società mantenuta dai computer e hanno dimenticato le basi della matematica, compresa la capacità di contare.
La Federazione Terrestre è in guerra contro Deneb; la guerra viene condotta con armi a lunga gittata controllate da computer costosi e difficili da sostituire. Myron Aub, un tecnico di basso livello, scopre come reinventare i principi dell'aritmetica fatta con carta e penna invece che dai computer. I militari si appropriano di questa scoperta e la usano per ricostruire la matematica, allo scopo di rimpiazzare le loro astronavi controllate dai computer con modelli guidati da uomini, a minor costo e secondo loro più spendibili, per continuare la guerra.
Aub è così sconvolto per l'appropriazione della sua scoperta da parte dei militari che si suicida. Ma durante il suo funerale il suo superiore si rende conto che, anche con la morte di Aub, i principi dell'aritmetica si stanno ormai diffondendo e si trova a eseguire semplici moltiplicazioni a mente senza aiuto di nessuna macchina, il che gli dà un grande senso di potere.